# فانيسا برونو
فانيسا برونو (بالفرنسية: Vanessa Bruno)‏ هي مغنية ومصممة أزياء وعارضة ومصممة وممثلة فرنسية، ولدت في 21 يوليو 1967 في باريس في فرنسا.

## وصلات خارجية
- الموقع الرسمي
- فانيسا برونو على موقع IMDb (الإنجليزية)